# PNA Thompson (GC-26)
El PNA Thompson (GC-26) es un patrullero de la clase Halcón de la Prefectura Naval Argentina.
Fue puesto en grada en 1981 por la Empresa Nacional Bazán en Ferrol; fue botado el 7 de diciembre de 1981 y puesto en servicio el 20 de junio de 1983. Tiene una eslora de 67 m, una manga de 10,5 m y un calado de 4,2 m. Desplaza 910 t a plena carga. Está propulsado por dos motores diésel que le permiten alcanzar una velocidad de 21 nudos. Su arma es un cañón de calibre 40 mm.
Su nombre homenajea al marino argentino Martín Jacobo Thompson, primer capitán de puertos del país.